# Никулин, Александр Фёдорович
Алекса́ндр Фёдорович Нику́лин (род. 1929) — советский передовик производства, бригадир колхоза имени Мичурина Романовского района Саратовской области. Герой Социалистического Труда (1973).

## Биография
Родился 1 июня 1929 года в Тамбовской области.
С 1942 года в период Великой Отечественной войны А. Ф. Никулин с тринадцати лет начал свою трудовую деятельность трактористом-механизатором, позже был назначен — бригадиром тракторно-полеводческой бригады колхоза «Заветы Ильича» Тамбовской области.
С 1959 года переехал в Романовский район Саратовской области и начал работать трактористом, позже был назначен — помощником по технике и бригадиром тракторной полеводческой бригады колхоза имени Мичурина Романовского района Саратовской области. А. Ф. Никулин был постоянным участником Всесоюзной выставки достижений народного хозяйства (ВДНХ СССР) в городе Москва, за свои трудовые достижения в области сельского хозяйства в 1964 году был удостоен серебряной медали ВДНХ а в 1971 году был удостоен — золотой медали выставки.
В 1966 году Указом Президиума Верховного Совета СССР «за ударную работу, способствующую росту производительности труда и улучшению качества продукции, за успехи в социалистическом соревновании» Александр Фёдорович Никулин был награждён Медалью «За трудовое отличие».
В 1971 году Указом Президиума Верховного Совета СССР «за стабильные высокие результаты в выполнении и перевыполнении плановых заданий и принятых социалистических обязательств» Александр Фёдорович Никулин был награждён Орденом Трудового Красного Знамени.
7 декабря 1971 года Указом Президиума Верховного Совета СССР «за выдающиеся успехи, достигнутые в развитии сельскохозяйственного производства и выполнении пятилетнего плана продажи государству продуктов земледелия и животноводства» Александр Фёдорович Никулин был удостоен звания Героя Социалистического Труда с вручением Ордена Ленина и золотой медали «Серп и Молот».
После выхода на заслуженный отдых проживал в Романовском районе Саратовской области.

## Награды
- Медаль «Серп и Молот» (07.12.1973)
- Орден Ленина (07.12.1973)
- Орден Трудового Красного Знамени (1971)
- Медаль «За трудовое отличие» (1966)
- Медали ВДНХ (1971 — золотая, 1966 — серебряная)